# Курк, Лесли
Лесли Курк (Курке) (Leslie V. Kurke; род. 1959(60?)) — американский учёный, специалист по древнегреческой литературе и культуре, в особенности по архаической греческой поэзии в социально-политическом контексте, а также по Геродоту.
Доктор философии (1988), профессор Калифорнийского университета в Беркли, где преподает с 1990 года, член Американского философского общества (2010). Макартуровский стипендиат (1999).
В детстве хотела стать медиком.
Окончила Колледж Брин-Мар (бакалавр греческой литературы, 1981). Степени магистра и доктора философии по классике получила в Принстоне соответственно в 1984 и 1988 годах. 1987-1990 годы провела в Harvard Society of Fellows. С 1990 года преподает на кафедрах классики и сравнительной литературы Калифорнийского университета в Беркли.
Являлась приглашенным преподавателем в Принстоне и Чикагском университете.
В настоящее время готовит книгу Pindar’s Sites: Song and Space in Classical Greece (совместно c Ричардом Ниром). Соредактор Cultural Poetics in Archaic Greece: Cult, Performance, Politics (1998) и The Cultures within Ancient Greek Culture: Contact, Conflict, Collaboration (2003).

## Работы
- The Traffic in Praise: Pindar and the Poetics of Social Economy (Cornell UP, 1991)
- Coins, Bodies, Games, and Gold: The Politics of Meaning in Archaic Greece (Princeton UP, 1999)
- Aesopic Conversations: Popular Tradition, Cultural Dialogue, and the Invention of Greek Prose (Princeton UP, 2011) — за которую отмечена Goodwin Award (2013)
- Pindar, Song, and Space (Johns Hopkins, 2019)[7]